# Santa Eulàlia de Riuprimer
Santa Eulàlia de Riuprimer è un comune spagnolo di 1 004 abitanti situato nella comunità autonoma della Catalogna.